# Fritigern
 (octobre 2009).
Si vous disposez d'ouvrages ou d'articles de référence ou si vous connaissez des sites web de qualité traitant du thème abordé ici, merci de compléter l'article en donnant les références utiles à sa vérifiabilité et en les liant à la section « Notes et références ».
Fritigern ou Fridigern (en gotique Frithugairns), mort vers 380, est un chef des Wisigoths à la fin des années 370, à l'époque de l'installation de ce peuple dans l'Empire romain et de la bataille d'Andrinople en 378.

## Biographie

### Origines
Depuis 332, les Wisigoths, branche occidentale du peuple Goths, sont installés dans l'ancienne province romaine de Dacie, au nord du Danube, avec un traité de fédération conclu avec l'empereur Constantin.
À partir des années 340, les Tervinges sont évangélisés par l'évêque des Goths Wulfila, qui promeut la doctrine homéenne.
Vers 370, le roi des Wisigoths paraît être Athanaric, qui reste attaché à la religion gothique païenne et persécute les convertis.

### Un chef de guerre arien
On connaît peu de choses sur le duc Fritigern ; c'est un noble goth converti à l'arianisme. Il entre dans l'histoire vers 370 aux côtés d'Athanaric.
Vers 370, un parti des Goths, opposants à Athanaric, se forme sous la direction de Fritigern. Il est soutenu par l'empereur d'Orient Valens, qui envoie des troupes pour le soutenir. Pour le remercier de son soutien, Fritigern se convertit à la religion de l'empereur, l'arianisme ainsi que nombre de ses soldats.
En 376, les Wisigoths sont menacés par les Huns, qui ont déjà soumis les Ostrogoths dans les années précédentes ; sachant que les Huns n'ont pas les moyens de traverser massivement le Danube, les Tervinges de Fritigern demandent à Valens l'autorisation de traverser le fleuve et de s'établir en territoire romain. En revanche, Athanaric préfère se réfugier dans les Carpathes avec le reste du peuple.
Valens accepte de laisser entrer Fritigern et ses partisans. Durant l'automne 376, ils traversent le Danube et sont établis dans la province de Mésie. En retour, Fritigern doit fournir des mercenaires pour l'armée romaine. Cependant les chefs romains Lupicinus et Maximus les maltraitent, ils sont frappés par une famine et les Romains en profitent en leur vendant de la viande à prix fort, obligeant les Goths à vendre leurs enfants comme esclaves.

#### Guerre des Goths
Mais en 377, un incident se produit à Marcianopolis : les Romains interdisent l'accès au marché aux Goths qui s'agitent alors. À ce moment-là, Lupicinus reçoit à sa table Fritigern et Alaviv. Face à la nouvelle d'un début de révolte gothique, il fait massacrer leurs gardes du corps et s'apprête à les tuer. Fritigern le convainc de le laisser en vie car lui seul peut apaiser la colère de ses compagnons. Fritigern échappe à la mort mais on ne sait pas s'il essaie de calmer les Goths. En tous les cas, il dirige la révolte qui se déclenche alors ; ses troupes battent celles de Lupicinus lors de la bataille de Marcianopolis.
Fritigern et ses guerriers entrent dans la province voisine de Thrace qu'ils commencent à ravager. Ils sont rejoints par des esclaves goths, nombreux dans la région, les ouvriers des mines qui subissent une forte fiscalité, ceux des arsenaux d'État et des affranchis. Mais d'autres Goths installés depuis longtemps dans la région les rejoignent aussi, ainsi que des Greuthunges qui ont profité des troubles pour traverser le Danube et d'autres bandes barbares : Taïfales, Alains ou Huns. Cette armée de bandes barbares d'origines diverses, ces Wisigoths, ne semblent pas être un seul et même peuple mais plutôt un regroupement de bandes ayant un objectif commun.
Une bataille se déroule ad Salices (« bataille des Saules », lieu qui porte à discussion) qui permet aux Romains, menés par les généraux Trajan, Profuturus et Richomer, de contenir cette troupe disparate en Mésie et en Scythie. Fritigern s'allie avec les chefs des Greuthunges Alatheus et Safrax et leur puissante cavalerie, ils traversent alors les Balkans et se répandent dans toute la Thrace sans rencontrer de grande opposition.

##### La bataille d'Andrinople
Valens réunit une armée ; la rencontre avec les Goths a lieu le 9 août 378 près de la ville d'Andrinople.
L'empereur Valens marche sur la Thrace, à la tête d'une armée importante — quelque 15 000 à 20 000 hommes selon les estimations les plus crédibles — réunissant toutes les troupes encore disponibles en Orient. Son neveu Gratien doit l'appuyer par le Nord, mais il doit d'abord faire campagne contre les Alamans de l'autre côté du Rhin, ce qui retarde son arrivée.
Fritigern envoie des lettres secrètes à l'Empereur Valens pour tenter d'éviter l'affrontement, attendant le retour de la cavalerie des Ostrogoths sur le champ de bataille. La première lettre propose la paix contre une installation des Goths en Thrace en jouissant du bétail et des récoltes de la province avec le statut de fédéré ; la seconde propose aux Romains de faire une démonstration de force pour impressionner les Goths.
Néanmoins, Valens décide d'attaquer au matin du 9 août 378 à Andrinople. Les informations dont il dispose font état d'une troupe de Goths de seulement 10 000 hommes. Pourtant, quand Valens arrive sur les lieux, il se heurte à une armée plus importante, retranchée derrière un redoutable cercle de chariots. Une négociation est engagée par un groupe de Goths pour trouver une solution pacifique, mais elle est refusée car ce ne sont pas des personnages de haut rang. Fritigern ne semble pas à l'origine de cette ambassade, cependant les Romains décident d'envoyer le comte Richomer comme otage pour tenter une nouvelle discussion, interrompue par deux unités romaines indisciplinées qui donnent inopinément l'assaut, entraînant le reste des troupes. Les Goths résistent si bien qu'ils obligent les Romains à reformer leurs rangs. Ils se lancent à nouveau à l'assaut du cercle de chariots fortifié. C'est à ce moment que la cavalerie greuthunge, revenant du ravitaillement, entre dans la bataille, tandis que Fritigern tente une sortie. Les Romains sont pris en étau. Une attaque de leur aile gauche se brise sur la cavalerie. C'est alors la débandade dans la cavalerie et la réserve tactique de l'armée romaine. Les deux tiers de l'armée romaine, l'empereur Valens et la quasi-totalité des généraux et officiers de l'état-major trouvent la mort dans cette bataille. Les unités les plus combatives de l'armée romaine d'Orient sont décimées. À la suite de leur victoire éclatante, les Goths élisent Fritigern comme roi et deviennent la principale puissance dans les Balkans.
La bataille d'Andrinople est importante parce que les Romains sont gravement battus, l'empereur et un grand nombre d'officiers de haut rang étant tués. C'est un revers grave, mais pas décisif ; Valens est remplacé par Théodose, qui poursuit la guerre contre Fritigern en s'alliant avec Modares, chef goth nicéen qu'il nomme commandant de l'armée de Thrace. Les deux années suivantes Fritigern continua sa guerre contre les Romains avec plus ou moins de réussite, gagnant ainsi la reconnaissance de la plupart des Goths de l'Empire. La guerre prend fin en 382 par un nouveau traité de fédération qui installe de nouveau les Goths en Mésie.

### Décès
La date de la mort de Fritigern n'est pas clairement établie ; elle se produit vraisemblablement après 381, et son sort est incertain : il a peut-être été tué lors de la campagne de Grèce, ou déposé comme condition de paix. 